# قلعه شیکاتا

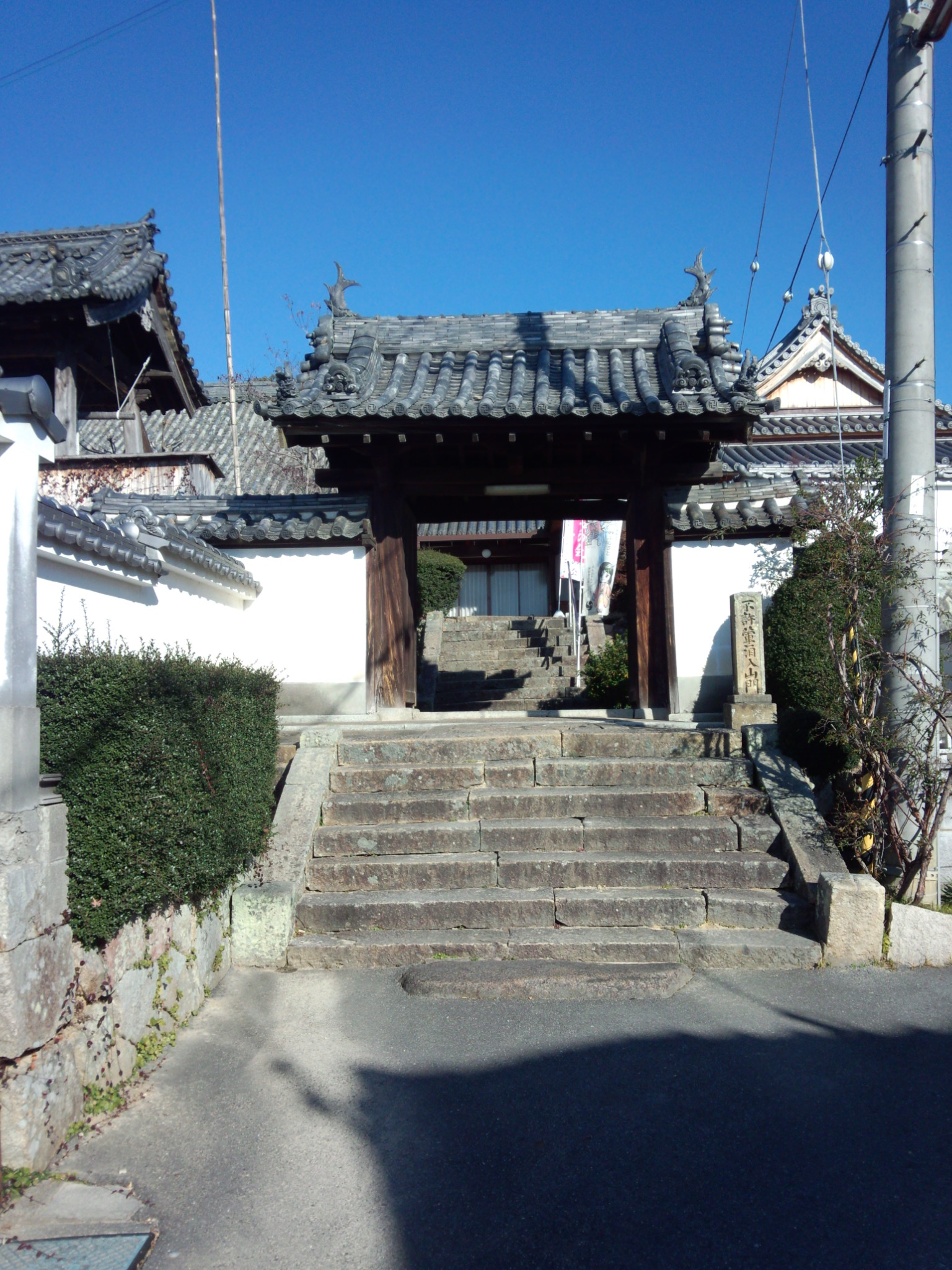
قلعه شیکاتا

قلعه شیکاتا (به ژاپنی: 志方城)، یک قلعه ژاپنی در شهر کاکوگاوا، هیوگو در استان هیوگو (نام قبلی ولایت هاریما) در ژاپن بود.
در سال ۱۵۸۷، پس از سقوط قلعه شیکاتا، راهب هوگان سوچین، معبد کاننون-جی را بر روی ویرانه‌های محوطه اصلی قلعه برای محافظت از سنگ قبرهای اربابان قلعه ساخت که تا امروز ادامه دارد.